# Parque del Andarax

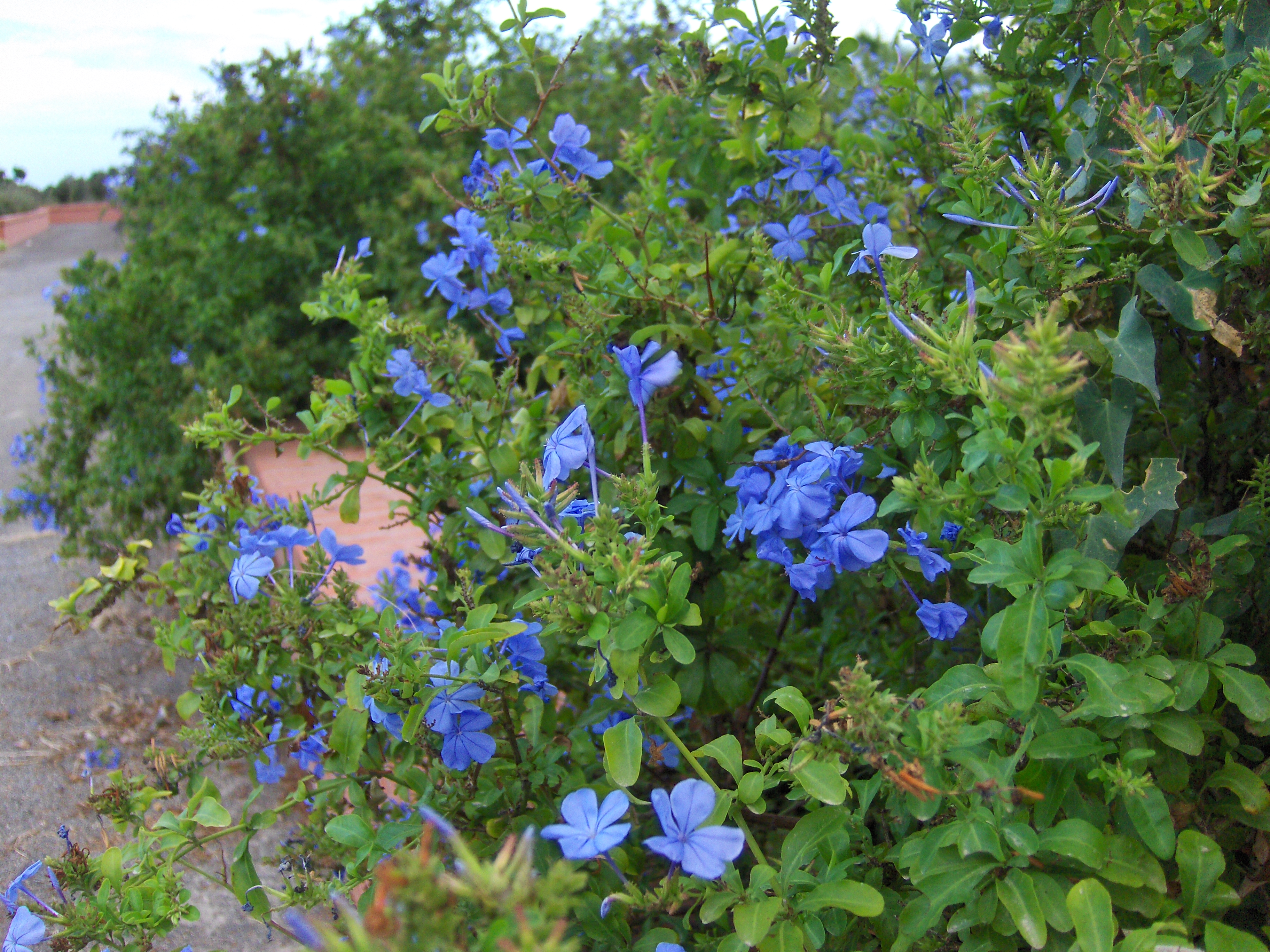
Flores azules

El parque periurbano del Andarax es un parque de 77 hectáreas de extensión localizado en la localidad española de Almería. Hoy en día es el parque más extenso de toda la ciudad. Su nombre proviene del río junto al cual se encuentra, el río Andarax.

## Historia
Se encuentra en unos descampados que anteriormente eran utilizados en la Agricultura intensiva e invernaderos, que fue abandonada por la presión urbanística cercana. Es un terreno llano que conforma la Vega de Acá, que mide un máximo de 400 m de ancho y 1240 m de largo, y que se encuentra a un máximo de 16 m s. n. m..
El proyecto para la creación de un parque en estos terrenos data de 2003. Entonces, el ayuntamiento de la localidad acordó con la extinta Confederación Hidrográfica del Sur la reforestación de esta zona cercana a la desembocadura del Andarax.
El parque fue inaugurado el jueves 2 de septiembre de 2010, aproximadamente a las 7:30 de la tarde. A este acto acudieron el alcalde de la ciudad, Luis Rogelio Rodríguez-Comendador Pérez; junto al presidente de la Junta de Andalucía, José Antonio Griñán.
El dinero invertido en la construcción del parque alcanza los 7,8 millones de euros, siendo financiado en un 75% por la Junta de Andalucía y el 25% por el consistorio local, gobernado por la coalición de los partidos PP y GIAL.
Unas declaraciones del concejal de Medio Ambiente revelaron que, gracias al parque del Andarax, Almería tenía una proporción de 12,3 m² de parques y jardines por habitante, sin contar el área del parque natural del Cabo de Gata-Níjar. Así, Almería cuenta con casi 2,1 millones de metros cuadrados de superficie ajardinada. La Unión Europea establece que la proporción mínima de áreas de esparcimiento públicas debe ser de 5 unidades de superficie por habitante.
A fecha de 14 de septiembre del mismo año, el ayuntamiento dijo que no recepcionaría el parque por las carencias de que dispone. No se espera que se realice dicha recepción hasta que la Junta de Andalucía subsane las carencias que tiene el parque. De todas formas, ya con anterioridad, el gobierno autonómico era consciente de los defectos que debía solventar. Finalmente, el consistorio local recepcionó el parque hacia mayo de 2011, con la proximidad de las elecciones.
Gracias a este parque, la capital almeriense ha podido duplicar la superficie ajardinada que disponía hasta entonces; considerada a todos los efectos escasa desde años atrás.

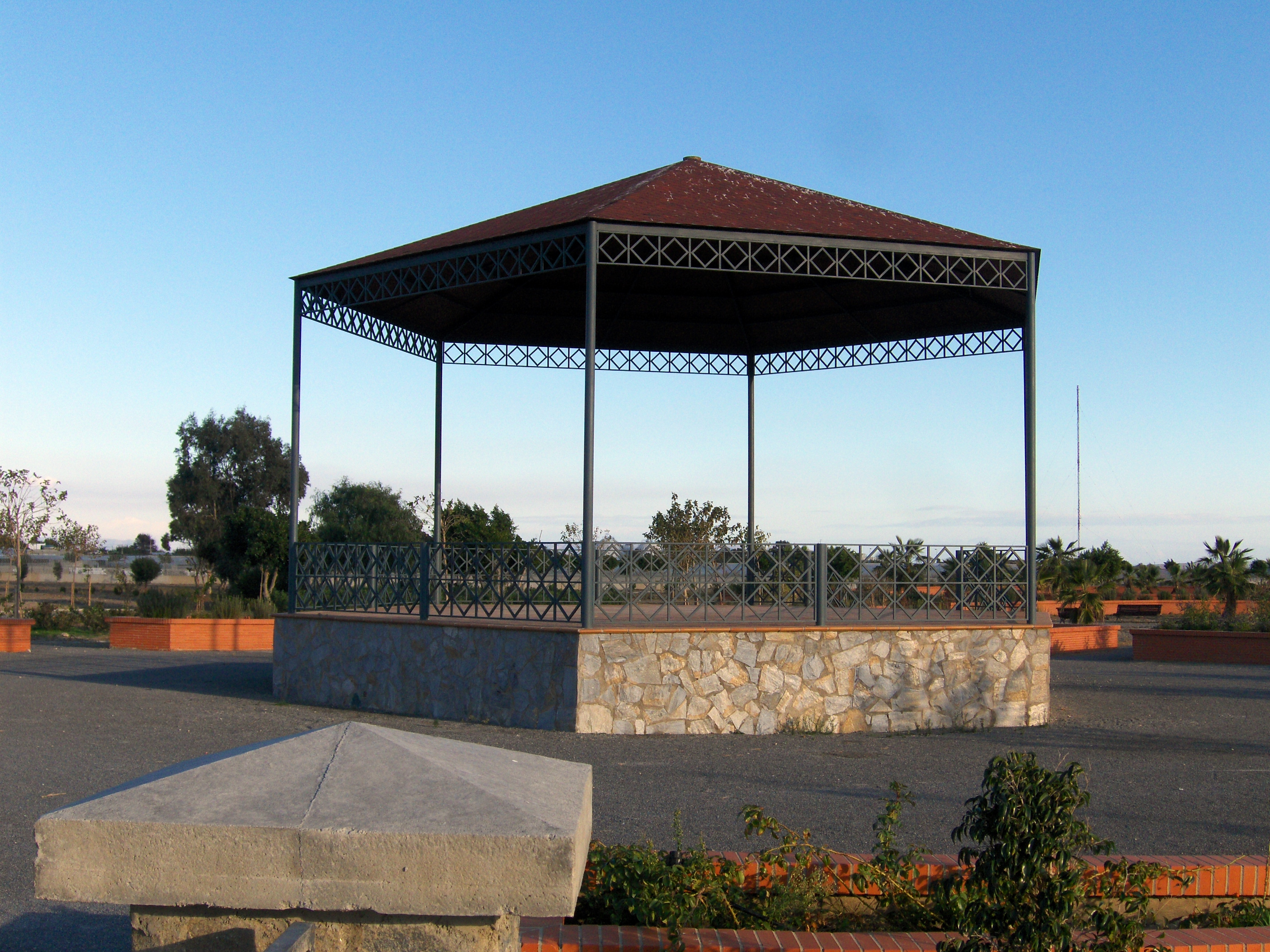
Quiosco

## Instalaciones
Dentro del recinto se han plantado más de 16 000 árboles y 21 000 arbustos y hasta 4600 m2 de plantas aromáticas. También se ha construido un estanque de unos 6900 m2, en el que en un futuro próximo habrá un servicio de alquiler de barcas; y que se encuentra conectado a través de una acequia y una conducción subterránea oculta con un segundo estanque de menor tamaño, 805 m2, para facilitar la circulación del agua. Existen también un total de 8 kilómetros de carril bici, bancos y papeleras, aseos públicos, juegos infantiles y de gimnasia para adultos y fuentes de agua potable.
En la parte noroeste hay un merendero que consta de 24 barbacoas y 39 mesas de pícnic.
Su horario es de 8 de la mañana a las 20 horas, quedando en su interior un equipo de vigilancia cuando está cerrado.

## Flora
Para el arbolado del recinto, se tuvieron en cuenta factores como la escasez hídrica y la naturaleza del terreno, junto a un río; por lo que se buscaron especies que consumieran poca agua y que permitieran la estabilización del terreno, evitando así su erosión.
En el momento de la inauguración, se contabilizaron un total de 2.686 pinos de los 3.193 proyectados; habiendo también escasez de otros árboles como el olivo y el almendro. En los alrededores del parque hay plantados una gran cantidad de chopos.
Entre todas las especies presentes en el parque, se han contabilizado cuatro que no son autóctonas del Mediterráneo, el eucalipto y la jacaranda; habiendo en total unos 400 ejemplares plantados en el recinto.

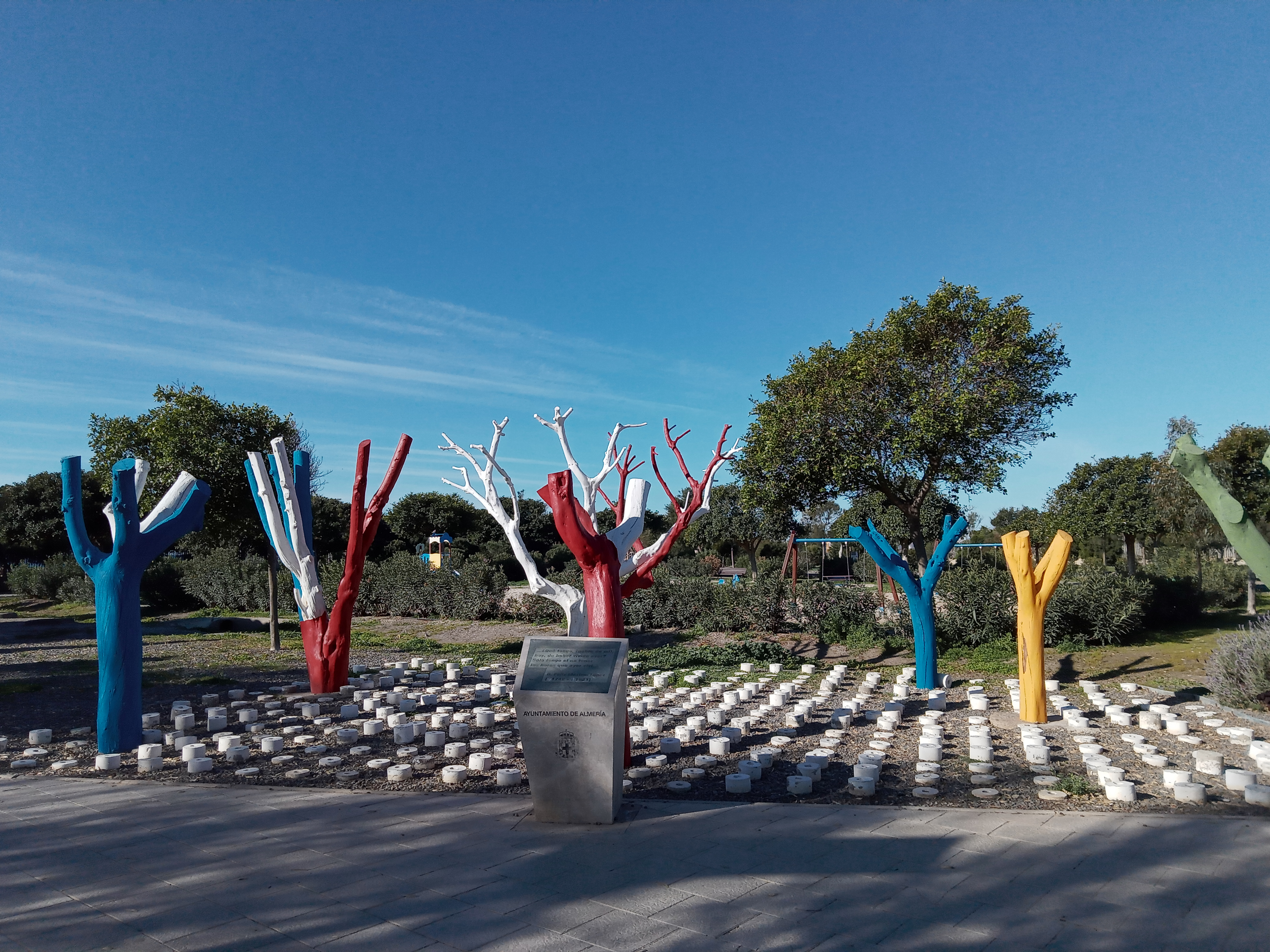
Conjunto escultórico en la entrada sur